# Blütenberg
Blütenberg ist ein bewohnter Gemeindeteil im Ortsteil Lichterfelde der Großgemeinde Schorfheide im Landkreis Barnim in Brandenburg. Bis 1997 gehörte Blütenberg als Ortsteil zur Gemeinde Lichterfelde und anschließend bis 2003 zur Gemeinde Finowfurt.

## Geographie
Der Ort liegt 3 Kilometer nordöstlich des Dorfes Lichterfelde und 2,8 Kilometer westlich von Britz. Die Stadt Eberswalde befindet sich 8,6 Kilometer südlich von Blütenberg. Das Gebiet um Blütenberg zeichnet sich durch eine hügelige Landschaft aus, die in einem Endmoränengebiet liegt. Es weist eine markante eiszeitliche Prägung auf und liegt am Rande des Biosphärenreservates Schorfheide-Chorin. Blütenberg hat eine landwirtschaftliche Fläche von 150 ha, eine Waldfläche von 100 ha und einen Hausgarten mit Obstanlage von 3 ha.

## Geschichte
Das Gut Blütenberg und der Wirtschaftshof hatten, bevor es am 1. Juli 1935 an die Hoffnungstaler Anstalten verkauft wurde, mehrere Vorbesitzer. Die Geschichte Blütenbergs lässt sich bis 1875 zurückverfolgen. Unter dem Besitzer Hans-Ludwig Thilo, der dem Ort seinen Namen gab, war Blütenberg von 1905 bis 1917 ein Gartengut und Zuchtbetrieb für Blütenstauden und Obstbäume. Die Obstplantage und deren blühende Apfelbäume gaben dem Ort seinen Namen und lassen sich noch heute wiederfinden. Unter ihm wurden das Gutshaus und das Waldhaus, gelegen auf dem Hügel, erbaut. Neben Thilo und einigen Bauern aus der Region, war der Wirtschaftshof zwischen 1920 und 1923 ebenfalls im Besitz türkischer Kaufleute. Nachdem die Hoffnungstaler Anstalten das Gut erworben hatten, wurde es als diakonische Einrichtung der Bodelschwinghschen Anstalten genutzt. Es wurde zu einer Arbeiterkolonie für die „Brüder von der Landstraße“ und sollte unter dem Motto „Arbeit statt Almosen“ Obdachlosen Menschen eine neue Heimat bieten. Im Jahr 1935/36 erwarben die Hoffnungstaler Anstalten ebenfalls den Britzer See vom Gut Lichterfelde. In den ersten Jahren wurden die heruntergewirtschafteten Gebäude wieder instand gesetzt und der Viehbetrieb wieder aufgenommen. Im Zuge des 2. Weltkrieges wurden die Aufbauarbeiten beendet, da die Arbeiter in den Krieg einberufen wurden. An ihrer Stelle kamen im Laufe des Krieges französische Bauern und Italiener zum Einsatz, die das Gut bewirtschafteten. Das Waldhaus wurde in der Zeit des Zweiten Weltkrieges für ein Sensburger Kinderheim für 30 Kinder im Alter zwischen zwei und fünf Jahren genutzt.
Nach dem Ende des Zweiten Weltkrieges war Blütenberg unversehrt. Durch Verhandlungen mit der russischen Kommandantur und dem Landratsamt wurde erneut Obst und Gemüse angebaut. Ziel war der Verkauf der Ware an die Kommandantur. Im Gegenzug wurden Hilfskräfte abgestellt, die bei der Bewirtschaftung des Hofes halfen. Neben den Hilfskräften zogen Menschen aus den Gebieten Ost- und Westpreußens ein. Im Jahr 1947 wurden hochwassergeschädigte Familien aus dem Oderbruch aufgenommen. Im Mai 1949 wurden auf Anfrage der Behörde Potsdam in Blütenberg geistig schwache und schulentlassene Jungen im Waldhaus untergebracht um sie zu erziehen und zu fördern.
Die Einrichtung wurde nacheinander von den Leitern Lömker, Wilkening, Kirchner, Draht und Waldmann betreut. Insgesamt arbeiten ca. 30 Mitarbeiter in Blütenberg und gestalten den Tagesablauf der Bewohner. So arbeiten diese in der Landwirtschaft, im Haus- und Küchenbereich, in der Gärtnerei und in geschützten Werkstätten. Für die Bewohner stehen drei Wohnhäuser zur Verfügung, das „Waldhaus“, das „Kieferneck“ und der „Weidengrund“. Der Weidengrund wurde 1956 erbaut. Das Kieferneck wurde vor der Wende erbaut und 1991 bezogen, während das Waldhaus nach der Wende modernisiert wurde. Im Jahr 2018 wurde eine Pflanzenkläranlage in Betrieb genommen die durch ein spezielles System 15 Kubikmeter Abwasser der Häuser Blütenbergs reinigt.

## Sehenswürdigkeiten
Zu den Sehenswürdigkeiten gehört das Gutshaus mit Springbrunnen, das Gestüt Blütenberg und das Naturschutzgebiet Buckowseerinne. Im Oktober 2014 wurde der Schöpfungspfad eingeweiht, der durch die Buckowseerinne führt. Der Weg führt über 13 km an Koppeln und Feldern Blütenbergs vorbei über Werbellin zurück nach Buckow. Der Weg wird durch Informationstafeln begleitet, auf denen die Schöpfungsgeschichte in Bezug auf Natur und Mensch nachzulesen ist. Im Jahr 2016 erzielte der Schöpfungspfad den ersten Platz des Barnimer Umweltpreises.

## Verkehr
Blütenberg liegt zwischen den Dörfern Lichterfelde und Britz und verbindet die beiden Orte durch den Blütenberger Weg. Der Ort befindet sich in der Nähe der Autobahn A11. In Blütenberg selbst gibt es keine Anbindung an den Öffentlichen Personennahverkehr (ÖPNV). Eine der ersten eigenständigen Investitionen des Ortes Lichterfelde war der Ausbau der Verbindungsstraße nach Blütenberg. Diese wurde 2008 erneuert. Im Jahr 1994 wurde der Radweg zwischen Lichterfelde und Blütenberg fertiggestellt und übergeben.